# Przepychacz sanitarny

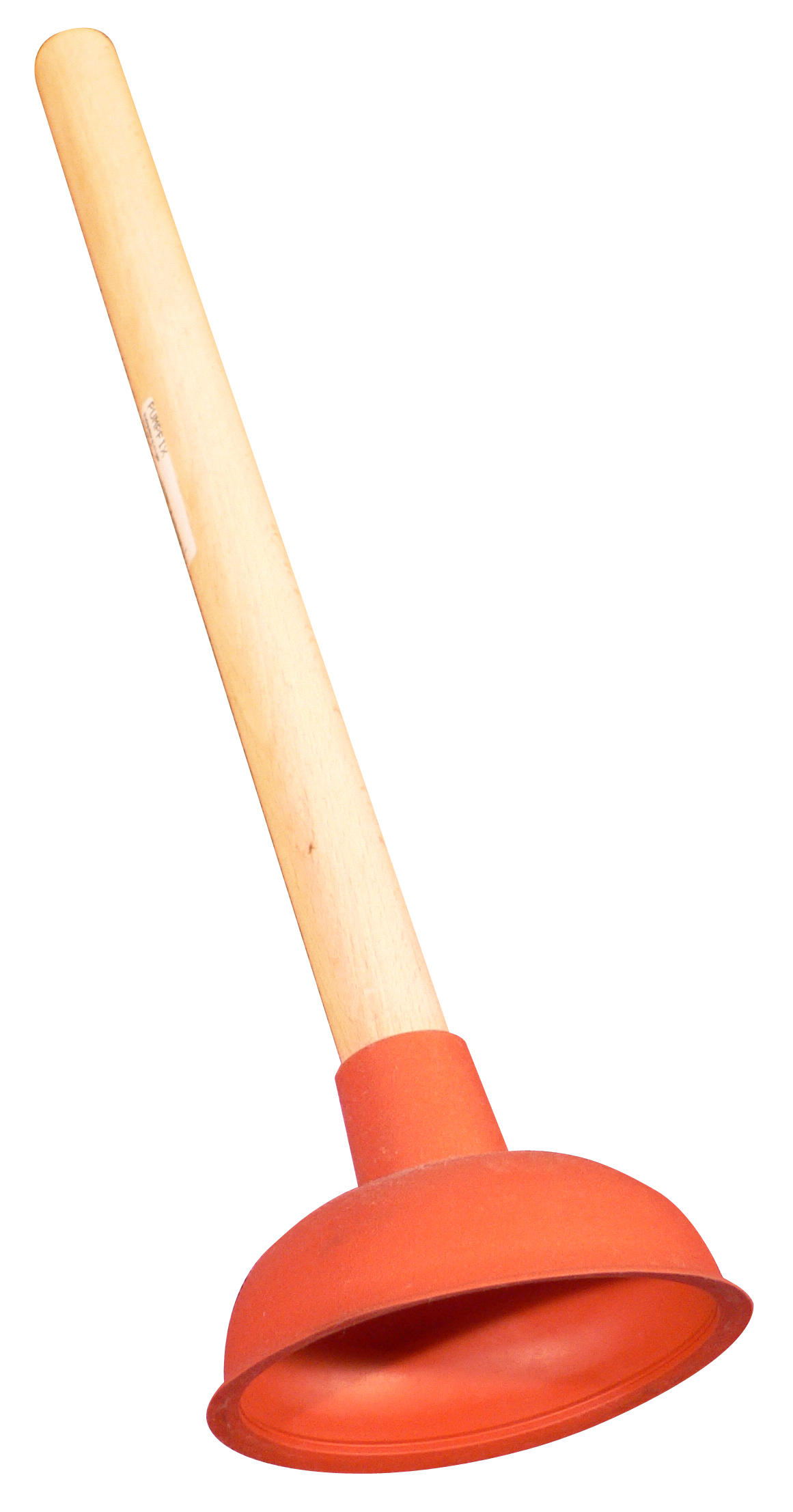
Typowy przepychacz

Przepychacz – prosty przyrząd służący do mechanicznego przywracania drożności odpływom urządzeń sanitarnych – umywalek, zlewów, wanien, bidetów, muszli klozetowych, podłogowych kratek odpływowych, a nawet małych basenów.

## Wygląd
Typowy przepychacz składa się z trzonka stanowiącego uchwyt oraz elastycznego gumowego kołnierza w kształcie dzwonu, przytykanego do otworu odpływowego w przepychanym urządzeniu. W przypadku odpływów trudnych do szczelnego zatkania, gumowy dzwon może mieć dodatkowo zmodyfikowany kształt (np. w przyrządzie przeznaczonym do muszli klozetowych).
Przepychacz w wersji rozbudowanej ma postać ręcznej pompki posuwisto-zwrotnej o średnicy cylindra niewiele mniejszej od kołnierza gumowego.

## Działanie
Zasada działania przepychacza jest prosta. Polega na poruszeniu materiałem zalegającym instalację odpływową poprzez wywołanie ruchu znajdującej się nad nim cieczy. Ruch ten wywołuje się poprzez wytworzenie naprzemiennych zmian ciśnienia działającego na ciecz poprzez poruszanie końcówką przepychacza, która spełnia rolę pompy ssąco-tłoczącej.
Przepychacze służą zasadniczo do odtykania zatorów położonych w niewielkiej odległości od odpływów i najczęściej odblokowują materiał zalegający w tzw. kolankach. Ich działanie może jednak mieć wpływ również w dalszych odcinkach instalacji rurowej, np. w przewężeniach, zakrętach a nawet w uszkodzeniach (wgnieceniach) rur. Skuteczne są również, gdy materiał zalega w przewężeniach spowodowanych korozją instalacji żeliwnych.
W celu zwiększenia skuteczności działania przepychacza oraz jego szczelności w miejscu przyłożenia do odpływu można, o ile to możliwe, wytworzyć dodatkowy słup cieczy nad przepychaczem, np. nalewając wodę do umywalki lub wanny.
Przepychacze są przyrządami łatwymi w obsłudze i należą do podstawowego wyposażenia gospodarstwa domowego, a w obiektach użyteczności publicznej są na stanie służb sprzątających węzły sanitarne. Do ich obsługi nie trzeba żadnych kwalifikacji.

## Usuwanie dużych zatorów
Gdy działanie przepychacza jest nieskuteczne, można użyć specjalnych żrących chemicznych środków odtykających (najczęściej na bazie silnych ługów), które są skuteczne jednak tylko w przypadku zatorów pochodzenia organicznego lub korozyjnego. Nie działają one na zatory, w których znaczny udział mają zanieczyszczenia mineralne (np. piasek). Gdy zatorów nadal nie da się usunąć, można skorzystać ze specjalnego przyrządu w postaci tzw. sprężyny (zwanej także spiralą lub żmijką). Wsuwając sprężynę w głąb rur, obraca się ją jednocześnie wokół osi, dzięki czemu dociera ona nawet do odległych miejsc za zakrętami instalacji. Przyrząd ten, mający specjalnie uformowaną końcówkę w postaci ostrza, porusza bezpośrednio zatory, a następnie przebija je i w ten sposób likwiduje. Długość takich sprężyn dochodzi do dwudziestu metrów.